# Cotinga nívia
La cotinga nívia (Carpodectes nitidus) és un ocell de la família dels cotíngids (Cotingidae).

## Hàbitat i distribució
Habita la selva pluvial, clars, vegetació secundària i matolls de les terres baixes del Carib des del nord d'Hondures, cap al sud, fins l'extrem oest de Panamà.